# Augustin Bourrat
Pour les articles homonymes, voir Bourrat.
Augustin Bourrat (Ayguatébia, 1er avril 1915 - Montpellier, 14 février 1986) est un militaire français, Compagnon de la Libération. Sous-officier des troupes coloniales, il décide au début de la Seconde Guerre mondiale de se rallier à la France libre et participe avec la 2e division blindée aux combats d'Afrique du nord, de France et d'Allemagne. Après 1945, il poursuit sa carrière militaire pendant les guerres d'Indochine et d'Algérie.

## Biographie

### Jeunesse et engagement
Fils d'un brigadier des douanes, Augustin Bourrat naît le 1er avril 1915 à Ayguatébia dans les Pyrénées-Orientales. Il s'engage dans l'armée en avril 1934 et est affecté au 24e régiment de tirailleurs sénégalais.

### Seconde Guerre mondiale
Au moment du déclenchement de la Seconde Guerre mondiale, il est en poste au Tchad avec le grade de sergent au sein du régiment de tirailleurs sénégalais du Tchad (RTST). En 1940, il refuse l'armistice et décide de s'engager dans les forces françaises libres lorsque le territoire du Tchad se rallie à la france libre. Toujours dans les rangs du RTST, intégré à la colonne Leclerc, il participe aux premiers combats en Libye où il se distingue déjà, notamment le 11 janvier 1941 à Mourzouq et Gatroum où il tient tête aux troupes italiennes en remplaçant le mitrailleur de son camion qui vient d'être tué. il prend ensuite part aux campagnes du Fezzan, de Tripolitaine et de Tunisie en 1942 et 1943.
À l'été 1943, le RTST devient le régiment de marche du Tchad (RMT), subordonné à la 2e division blindée (2e DB) du général Leclerc. Transféré avec la division en Angleterre en avril 1944, il débarque en Normandie en août suivant. Il participe à la bataille de Normandie où il se distingue dans le secteur de Carrouges en détruisant des véhicules ennemis
. Poursuivant l'avancée de la 2e DB dans la libération de la France, il est impliqué dans la libération de Paris, dans la bataille des Vosges et dans la Libération de Strasbourg. Peu après, au cours de la bataille d'Alsace, il est blessé à Rhinau le 12 décembre 1944. Il poursuit cependant sa route avec son unité lors de l'invasion de l'Allemagne jusqu'à Berchtesgaden où il termine la guerre avec le grade de lieutenant.

### Après-guerre

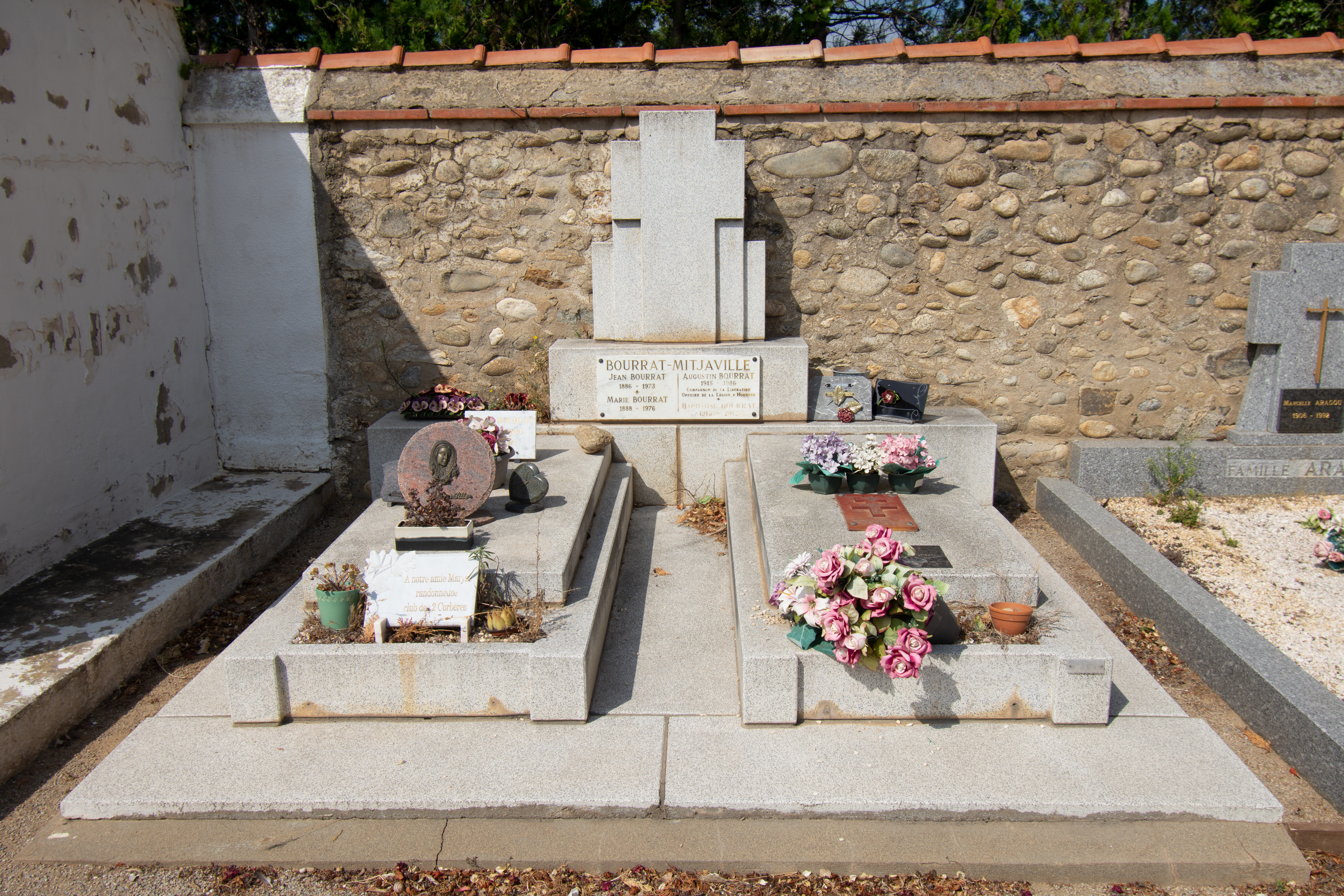
Tombe d'Augustin Bourrat à Saint-Féliu d'Amont.

Promu capitaine, il devient instructeur à l'école des cadres de l'armée à Ondres avant de retrouver l'Afrique de 1947 à 1950 au Moyen-Congo où il est affecté à un escadron de chars légers. Il est ensuite muté au régiment colonial de chasseurs de chars avec lequel il est basé en Allemagne de 1950 à 1951 puis part avec ce même régiment pour le Tonkin jusqu'en 1954. Il est ensuite engagé dans les opérations en Algérie de 1956 à 1957 avant de prendre le commandement d'un bataillon du 28e régiment interarmes d'outre-mer de 1958 à 1960. Il prend sa retraite en 1961.
Augustin Bourrat meurt le 14 février 1986 à Montpellier et est inhumé à Saint-Féliu-d'Amont.

## Décorations
|  |  |  |  |  |  |
|  |  |  |  |  |  |
|  |  |  |  |  |  |
|  |  |  |  |  |  |

| Officier de la Légion d'honneur[Quand ?]                | Officier de la Légion d'honneur[Quand ?]                | Compagnon de la Libération                        | Compagnon de la Libération                        | Croix de guerre 1939-1945                                                                | Croix de guerre 1939-1945                                                                |
| Croix de guerre des Théâtres d'opérations extérieurs    | Croix de guerre des Théâtres d'opérations extérieurs    | Médaille des blessés de guerre                    | Médaille des blessés de guerre                    | Médaille coloniale Avec agrafes "Fezzan 1942", "Fezzan-Tripolitaine" et "Extrême-orient" | Médaille coloniale Avec agrafes "Fezzan 1942", "Fezzan-Tripolitaine" et "Extrême-orient" |
| Médaille commémorative française de la guerre 1939-1945 | Médaille commémorative française de la guerre 1939-1945 | Médaille commémorative de la campagne d'Indochine | Médaille commémorative de la campagne d'Indochine | Médaille commémorative des opérations de sécurité et de maintien de l'ordre              | Médaille commémorative des opérations de sécurité et de maintien de l'ordre              |
| Officier de l'ordre de l'Étoile noire (Bénin)           |                                                         |                                                   |                                                   |                                                                                          |                                                                                          |